# Stilpnus parvulus
Stilpnus parvulus là một loài tò vò trong họ Ichneumonidae.